# Springfederapparat
Der Springfederapparat kommt bei Knochenfischen mit einem indirekten Typ der Schallerzeugung an der Schwimmblase vor, zum Beispiel bei Fiederbart-, Kreuz- und Dornwelsen.
Er besteht aus einem dünnen Knochenblatt (Ramus Mülleri), das die Schwimmblase mittels Muskelkontraktionen zum Schwingen bringt.
Die sogenannten Schallmuskeln ziehen am Springfederapparat, weswegen sie auch als Streckmuskeln bezeichnet werden. Dadurch wird die Schwimmblase vergrößert. Wenn die Schallmuskeln sich entspannen, kehrt der Springfederapparat in Normalposition zurück. Der Springfederapparat wird auch zur Anpassung an bestimmte Geschwindigkeiten genutzt, was auch erklärt, warum sich bei den Welsartigen keine intrinsische Muskulatur entwickelt hat. Welsartige mit einem Springfederapparat werden als Arioide bezeichnet. Innerhalb der Arioiden wird anhand der Form der Spitze des Springfederapparates unterschieden, sodass es noch die Doradoiden als Unterordnung gibt. Dazu gehören beispielsweise die Mochokidae, die neutropischen Doradoiden und die Auchenopteriden. Diese Unterklassen gleichen sich in ihrer synapomorphen Charakteristik.